# Lagg
Lagg-zonen er et bælte af mere eller mindre åbent vand der ligger rundt om en Højmose, dvs. mellem højmosen og det omgivende land. I lagg-zonen forekommer ofte hængesæk eller ellesump.
I Lagg-zonen forekommer ofte følgende plantearter
- Kærmysse
- Star
- Kæruld
- Lyse-Siv
- Bukkeblad
- Hvid Næbfrø
- Gul Iris
- Gul Iris
- Kær-svovlrod